# Брати Яремчуки

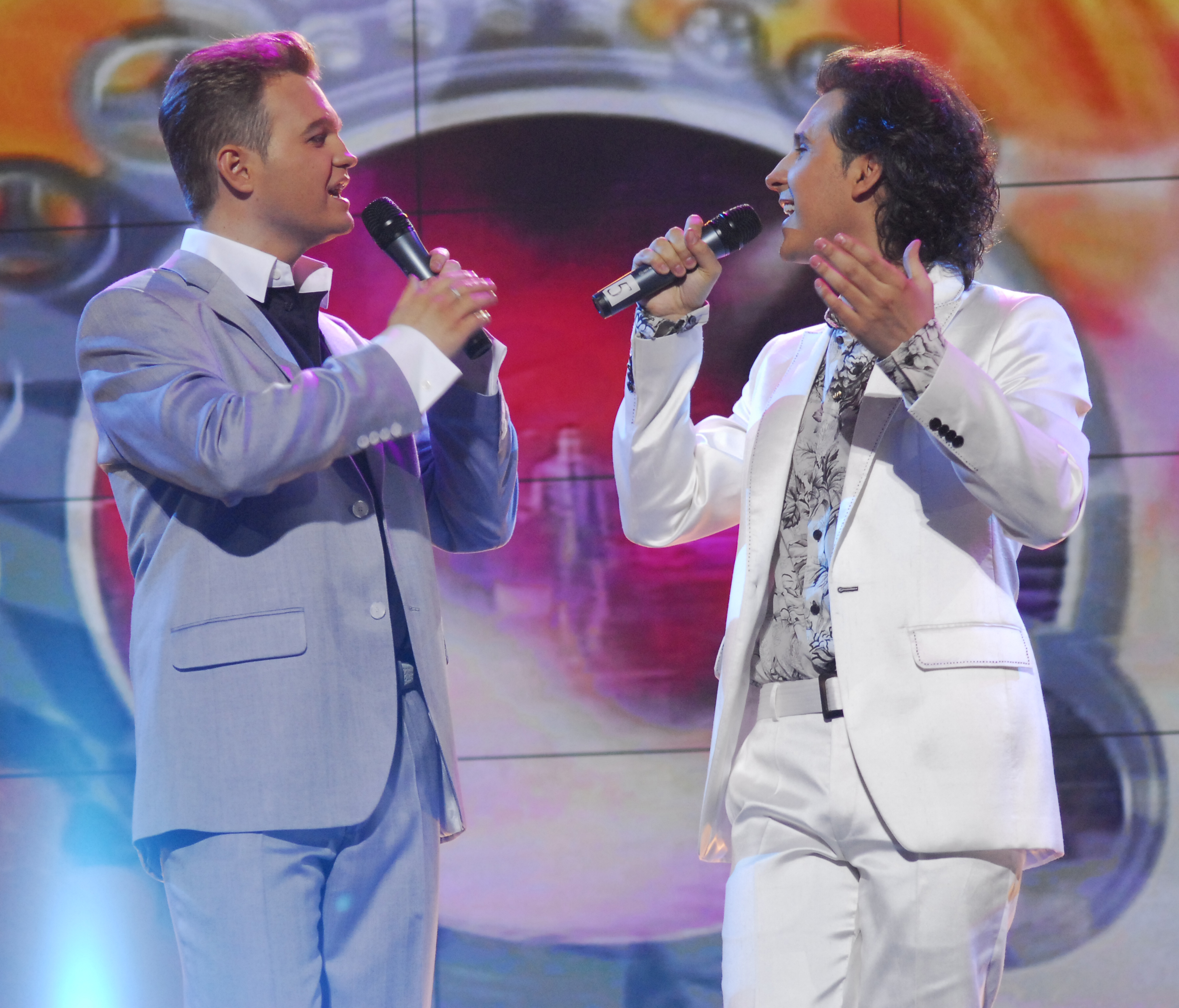
Брати Яремчуки, Дмитро та Назарій Яремчуки

 Брати Яремчуки – українські естрадні співаки, музиканти, народні артисти України, Дмитро (нар. 1976) та Назарій (нар. 1977) Яремчуки. Сини легендарного українського співака Назарія Яремчука.

## Діяльність
Свою професійну діяльність розпочали з 1996 року з дебютного виступу на урочистому концерті майстрів мистецтв з нагоди святкувань V річниці Незалежності України, що відбувся в Національному палаці «Україна», на якому виконали пісню «Вишиванка» (муз. О.Злотник, сл. Г.Булах).
З 1996 по 2001 р.р. брати Яремчуки брали участь у всеукраїнських, міжнародних та благодійних турах міжнародного фестивалю «Слов'янський базар», благодійного фонду «Надії та Добра», пісенного фестивалю «Родина» ім. Назарія Яремчука [Архівовано 17 липня 2015 у Wayback Machine.].
В 1997 році брати Дмитро та Назарій Яремчуки взяли участь у культурних заходах «Дні культури України в Республіці Узбекистан».
Гастролювали за кордоном: 2000 р. — Ізраїль; 2002 р. — Росія; 2008, 2012, 2015, 2016 р.р., — гастролі у Сполучених Штатах Америки; 2015-2016 р.р. — країнами Європи; 2016 р. — концерти в Канаді.
У 2002 році Дмитро та Назарій Яремчуки стали засновниками Пісенного фестивалю «Родина» ім. Назарія Яремчука [Архівовано 17 липня 2015 у Wayback Machine.], в якому беруть участь провідні співаки та колективи сучасної українського естрадного мистецтва. Фестиваль присвячений творчості, пам'яті їхнього батька Назарія Яремчука.
У 2004 році брати Яремчуки отримали почесні звання «Заслужених артистів України», а 1 грудня 2017 р. їм присвоєно звання «Народних артистів України».
З 2014 р. Дмитро та Назарій Яремчуки розпочали всеукраїнський та міжнародний тур «Моя Україна — велика родина» [Архівовано 29 вересня 2015 у Wayback Machine.] метою якого в нелегкі для Батьківщини часи стали підтримка та об'єднання українців довкола важливих тем: любові до рідної землі, до Вітчизни, країни, родини, матері. Ці теми і досі залишаються головними у їхній творчості.
З концертним туром Дмитро та Назарій об'їздили майже всю Україну: Київ, Харків, Черкаси, Житомир, Кропивницький, Полтава, Львів, Івано-Франківськ, Луцьк та багато інших великих і маленьких міст. Міжнародна частина туру «Моя Україна-велика родина» вже відбулася в містах країн Європи: Велика Британія (Лондон), Португалія (Лісабон), Іспанія (Мадрид, Барселона, Севілья, Торрев'єха, Мурсія, Малага), Франція (Париж), Німеччина (Кельн), Фінляндія (Гельсінкі), Італія (Рим, Венеція, Мілан, Віченца, Болонья, Салерно, Барі, Брешія, Реджо-Емілія, Бергамо, Арона, Новара),Чехія (Прага). Концерти відбулися також містах Канади: Вінніпег, Калгарі, Едмонтон, Ванкувер, Йорктон. Продовження туру триває. Яремчуки співають як у дуеті, так і сольно.
В їхньому репертуарі відомі наступні пісні: «Наша доля» [Архівовано 8 травня 2016 у Wayback Machine.], «Стожари», «Родина», «Вишиванка», «Моя Україна-велика родина», «Хай буде щастя і любов [Архівовано 29 березня 2016 у Wayback Machine.]», «Пісня про рушник», «Тече вода», «Червона рута», «Бажання», «Водограй», «Подарую світу», «Черемшина». «Я так люблю, Україно, тобі», «Хай щастить вам люди добрі», «Два кольори», «Напишу листа [Архівовано 8 травня 2016 у Wayback Machine.]».
Співають пісні на музику композиторів: О.Злотник, О.Білаш, Н.Яремчук (молодший), В.Івасюк, П.Дворський, І.Поклад, В. Михайлюк. На слова поетів: Ю. Рибчинський, М.Ткач, В. Крищенко, Д.Павличко, О.Ткач, В.Івасюк, П.Майборода, В.Герасименко, Г.Булах, М.Юрійчук, В.Кудрявцев, Н.Яремчук, Н.Яремчук (молодший), В.Матвієнко , А.Матвійчук, А.Малишко, Д.Яремчук.

## Нагороди[2]
- Дипломи Лауреатів Х, ХІ та ХІІІ Всеукраїнського фестивалю сучасної української естрадної пісні «Пісенний вернісаж — 1996, 1997, 1999 р.р.»;
- Дипломи Лауреатів телерадіопроекту «Шлягер року» 1998, 1999, 2000, 2001 р.р.,
- Володарі Гран-Прі міжнародного пісенного конкурсу «Доля — 2000 р.» (Україна) ;
- Дипломи Лауреатів ІІ премії Міжнародного пісенного конкурсу «Золотий шлягер» 2000 р. (Білорусь);
- Дипломом Всеукраїнської програми «Національні лідери України» 2013 р.
- Диплом Association franco-ukrainienne «ART culture et creativite» (A.C.E.C.) "Pour ses participation au Concert de blenfaisance « Mon Ukraine est une grande famille» — 2015 р.
- Диплом Asociace Ukrajinske hromadz C.R. « Za vysoke profesni dovednosti a podporu ukrajinske pisni ve svete» — 2015 р.

## Дискографія
- «Сонце в твоїх очах» — 2002 р.
- «Родина» — 2004 р. (перевидання — 2010 р.)
- «Наша доля» — 2005 р. (08.03.05) (перевидання — 2010 р.)
- «Кращі пісні» — 2010 р. (04.02.10)
- «Подарую світу [Архівовано 11 січня 2016 у Wayback Machine.]» — 2011 р. (08.02.11)

## Цікаві факти
- Брати Яремчуки одружилися в один день [Архівовано 26 серпня 2016 у Wayback Machine.]